# Егоров, Николай Сергеевич (Герой Советского Союза)
Николай Сергеевич Егоров (1921—1995) — лётчик-ас, подполковник Советской Армии, участник Великой Отечественной войны, Герой Советского Союза (1946).

## Биография
Николай Егоров родился 28 ноября 1921 года в Москве. Получил среднее образование, окончил аэроклуб. В 1940 году Егоров был призван на службу в Рабоче-крестьянскую Красную Армию. В 1942 году окончил Черниговскую военную авиационную школу пилотов. С мая 1943 года — на фронтах Великой Отечественной войны. Принимал участие в боях на Воронежском и 2-м Украинском фронтах. Участвовал в Курской битве, освобождении Украинской ССР, Румынии и Венгрии. В феврале 1945 года под Будапештом был сбит и попал в плен, где лишился ноги. Был освобождён из плена советскими войсками. По личной просьбе был оставлен в рядах Вооружённых Сил и направлен на преподавательскую работу в Военно-воздушную инженерную академию имени Н. Е. Жуковского.
К февралю 1945 года гвардии старший лейтенант Николай Егоров командовал эскадрильей 150-го гвардейского истребительного авиаполка 13-й гвардейской истребительной авиадивизии 3-го гвардейского истребительного авиакорпуса 5-й воздушной армии 2-го Украинского фронта. К тому времени он совершил 109 боевых вылетов, принял участие в 22 воздушных боях, сбив 15 вражеских самолётов лично и ещё 1 — в составе группы.
Указом Президиума Верховного Совета СССР от 15 мая 1946 года за «образцовое выполнение боевых заданий командования на фронте борьбы с немецкими захватчиками и проявленные при этом отвагу и геройство» гвардии старший лейтенант Николай Егоров был удостоен высокого звания Героя Советского Союза с вручением ордена Ленина и медали «Золотая Звезда» за номером 7518.
После окончания войны Егоров продолжил службу в Советской Армии. В 1954 году он окончил академию имени Жуковского, после чего продолжал в ней преподавать. В 1966 году в звании подполковника Егоров был уволен в запас. Преподавал в Московском авиационно-технологическом институте и Московском институте инженеров гражданской авиации.
Умер 1 декабря 1995 года, похоронен на Долгопрудненском кладбище Москвы.
Был также награждён двумя орденами Красного Знамени, орденами Отечественной войны 1-й и 2-й степеней, Красной Звезды, рядом медалей.